# Indian Super League
Ne doit pas être confondu avec Championnat d'Inde de football.
Pour les articles homonymes, voir ISL.
L’Indian Super League (ISL), littéralement la « Super ligue indienne », est une ligue professionnelle de football basée en Inde, créée en 2013. L'ISL est le plus haut niveau des compétitions de football dans le pays, aux côtés du championnat professionnel local (I-League).

## Histoire
Bâtie sur le modèle de la Major League Soccer (MLS) américaine, la ligue est fermée. Elle n'est disputée que par des franchises qui payent des droits pour entrer dans la ligue, et il n'y a pas de système de relégation-promotion. Richement dotée, elle se donne pour objectif de rendre le football populaire dans un pays dominé par le cricket notamment.
Sa première édition a lieu d'octobre à décembre 2014 avec huit franchises. Elle attire un certain nombre d'anciennes vedettes du football mondial, comme Robert Pirès, David Trezeguet, Nicolas Anelka, Alessandro Del Piero, Marco Materazzi, Luis García, Fredrik Ljungberg, Alessandro Nesta et Joan Capdevila.
Pour la saison 2017-2018, les clubs passent de huit à dix, avec l'arrivée du club de Bengaluru FC deux fois champion de l'I-League et d'un nouveau club, le Jamshedpur Football Club. À partir de la saison 2020-2021 cinq fois champion de l'NFL/I-League Mohun Bagan a rejoint la ligue avec le nom ATK Mohun Bagan tandis que ATK a été dissoute. Les propriétaires d'ATK avaient acheté une participation majoritaire dans la société qui possède la division de football de Mohun Bagan.
À partir de la saison 2019-2020, le premier de la saison régulière est déclaré champion de l'ISL, le tournoi final est nommé ISL Cup.
À partir de la saison 2022-2023 l'ISL est considérée comme la première division en Inde et lors de la saison 2023-2024 pour la première fois un club de l'I-League est promu en Super League.

## Clubs
| \| Mohun Bagan SG Chennaiyin FC Goa Mumbai City Odisha NorthEast United Jamshedpur Kerala Blasters Bengaluru Hyderabad Atlético de Kolkata FC Pune City \| Localisation des clubs, clubs participant à la saison 2020-2021 indiqués en gras |
| Mohun Bagan SG Chennaiyin FC Goa Mumbai City Odisha NorthEast United Jamshedpur Kerala Blasters Bengaluru Hyderabad Atlético de Kolkata FC Pune City                                                                                        |

### Clubs actuels
| Club             | Siège                 | Stade                              | Capacité | Première saison | Entraîneur          |
| ---------------- | --------------------- | ---------------------------------- | -------- | --------------- | ------------------- |
| Mohun Bagan SG   | Kolkata, West Bengal  | Salt Lake Stadium                  | 85 000   | 2020            | Antonio López Habas |
| Bengaluru        | Bangalore, Karnataka  | Sree Kanteerava Stadium            | 25 810   | 2017            | Carles Cuadrat      |
| Chennaiyin       | Chennai, Tamil Nadu   | Jawaharlal Nehru Stadium (Chennai) | 26 000   | 2014            | Csaba László        |
| Goa              | Margao, Goa           | Fatorda Stadium                    | 19 000   | 2014            | Juan Ferrando       |
| Hyderabad        | Hyderabad, Telangana  | G.M.C Balayogi Athletic Stadium    | 30 000   | 2019            | Manuel Márquez      |
| Jamshedpur       | Jamshedpur, Jharkhand | JRD Tata Sports Complex            | 23 887   | 2017            | Owen Coyle          |
| Kerala Blasters  | Kochi, Kerala         | Jawaharlal Nehru Stadium (Kochi)   | 38 086   | 2014            | Kibu Vicuña         |
| Mumbai City      | Mumbai, Maharashtra   | Stade DY Patil                     | 55 000   | 2014            | Sergio Lobera       |
| NorthEast United | Guwahati, Assam       | Indira Gandhi Athletic Stadium     | 23 627   | 2014            | Gerard Nus          |
| Odisha           | Bhubaneswar, Odisha   | Kalinga Stadium                    | 15 000   | 2014            | Stuart Baxter       |

### Anciens clubs
| Club      | Siège                | Stade                    | Première saison | Dissolution du club |
| --------- | -------------------- | ------------------------ | --------------- | ------------------- |
| Pune City | Pune, Maharashtra    | Balewadi Stadium         | 2014            | 2019                |
| ATK       | Kolkata, West Bengal | Rabindra Sarobar Stadium | 2014            | 2020                |

## Palmarès
À partir de la saison 2019-2020, le champion déclaré est le premier de la saison régulière et non plus le vainqueur de l'ISL Cup.
| Année     | Vainqueur        | Finaliste       | Score             | Lieu de la finale                  | Saison régulière | Bilan V-N-D |
| --------- | ---------------- | --------------- | ----------------- | ---------------------------------- | ---------------- | ----------- |
| 2014      | Atlético Kolkata | Kerala Blasters | 1-0               | Stade DY Patil, Mumbai             | Chennaiyin       | 6-5-3       |
| 2015      | Chennaiyin       | FC Goa          | 3-2               | Fatorda Stadium, Goa               | FC Goa           | 7-4-3       |
| 2016      | Atlético Kolkata | Kerala Blasters | 1-1 (4-3)         | Jawaharlal Nehru Stadium, Cochin   | Mumbai City      | 6-5-3       |
| 2017-2018 | Chennaiyin       | Bengaluru       | 3-2               | Sree Kanteerava Stadium, Bangalore | Bengaluru        | 13-1-4      |
| 2018-2019 | Bengaluru FC     | FC Goa          | 1-0               | Mumbai Football Arena, Bombay      | Bengaluru FC     | 10-4-4      |
| 2019-2020 | Atlético Kolkata | Chennaiyin      | 3-1               | Fatorda Stadium, Margao            | FC Goa           | 12-3-3      |
| 2020-2021 | Mumbai City FC   | Mohun Bagan SG  | 2-1               | Fatorda Stadium, Margao            | Mumbai City FC   | 12-4-4      |
| 2021-2022 | Hyderabad FC     | Kerala Blasters | 1-1 (3-1t. a. b.) | Fatorda Stadium, Margao            | Jamshedpur FC    | 13-4-3      |
| 2022-2023 | Mohun Bagan SG   | Bengaluru       | 2-2 (4-3t. a. b.) | Fatorda Stadium, Margao            | Mumbai City FC   | 14-4-2      |
| 2023-2024 | Mumbai City FC   | Mohun Bagan SG  | 3-1               | Salt Lake Stadium, Calcutta        | Mohun Bagan SG   | 15-3-4      |
| 2024-2025 | Mohun Bagan SG   | Bengaluru       | 2-1               | Salt Lake Stadium, Calcutta        | Mohun Bagan SG   | 16-5-2      |

## Bilan
| Rang | Club             | Champion | Vainqueur ISL Cup |
| ---- | ---------------- | -------- | ----------------- |
| 1    | Mumbai City FC   | 2        | 2                 |
| 2    | Mohun Bagan SG   | 2        | 2                 |
| 3    | FC Goa           | 1        | 0                 |
| 3    | Jamshedpur FC    | 1        | 0                 |
| 5    | Atlético Kolkata | 0        | 2                 |
| 5    | Chennaiyin FC    | 0        | 2                 |
| 7    | Bengaluru FC     | 0        | 1                 |
| 7    | Hyderabad FC     | 0        | 1                 |

## Statistiques (saison régulière)

### Meilleurs buteurs
| Saison    | Joueur                                          | Club                                         | Buts |
| --------- | ----------------------------------------------- | -------------------------------------------- | ---- |
| 2014      | Elano                                           | Chennaiyin FC                                | 8    |
| 2015      | Stiven Mendoza                                  | Chennaiyin FC                                | 13   |
| 2016      | Marcelo Leite Pereira                           | Delhi Dynamos FC                             | 10   |
| 2017-2018 | Coro                                            | FC Goa                                       | 17   |
| 2018-2019 | Coro                                            | FC Goa                                       | 18   |
| 2019-2020 | Nerijus Valskis                                 | Chennaiyin FC                                | 18   |
| 2020-2021 | Igor Angulo, Roy Krishna                        | FC Goa / ATK Mohun Bagan                     | 14   |
| 2021-2022 | Bartholomew Ogbeche                             | Hyderabad FC                                 | 18   |
| 2022-2023 | Cleiton Silva, Diego Mauricio, Dimitri Petratos | East Bengal FC / Odisha FC / ATK Mohun Bagan | 12   |

### Meilleurs buteurs indiens
| Saison    | Joueur                | Club               | Buts |
| --------- | --------------------- | ------------------ | ---- |
| 2014      | Jeje Lalpekhlua       | Chennaiyin FC      | 4    |
| 2015      | Sunil Chhetri         | Mumbai City FC     | 7    |
| 2016      | C.K. Vineeth          | Kerala Blasters FC | 5    |
| 2017-2018 | Sunil Chhetri         | Bengaluru FC       | 14   |
| 2018-2019 | Sunil Chhetri         | Bengaluru FC       | 9    |
| 2019-2020 | Sunil Chhetri         | Bengaluru FC       | 9    |
| 2020-2021 | Sunil Chhetri         | Bengaluru FC       | 8    |
| 2021-2022 | Liston Colaco         | ATK Mohun Bagan    | 8    |
| 2022-2023 | Lallianzuala Chhangte | Mumbai City FC     | 10   |